# Jean Goldkette
Jean Goldkette, właśc. John Jean Goldkette (ur. 18 maja 1893 w Valenciennes, zm. 24 marca 1962 w Los Angeles) – amerykański muzyk klasyczny i jazzowy, pianista i bandlider, oraz przedsiębiorca.

## Życiorys
Urodził się prawdopodobnie w Valenciennes w północnej Francji, ale wg niektórych źródeł przyszedł na świat w Patras w Grecji. Jako rok urodzin podawany bywa także 1899. Jego matka, Angela, była artystką cyrkową z Danii. Brak danych na temat ojca. Dzieciństwo spędził w Grecji i carskiej Rosji. Studiował w klasie fortepianu w Konserwatorium Moskiewskim. W 1910 razem z rodziną wyjechał do Stanów Zjednoczonych. Na pokładzie transatlantyku SS „Cleveland” w lipcu ww. roku przypłynął do Nowego Jorku z Cherbourga.
Mając osiemnaście lat, grał w zespole symfonicznym w Chicago, a następnie dołączył do jednej z orkiestr tanecznych impresaria Edgara Bensona. W 1918, w ostatnich tygodniach I wojny światowej wstąpił do U.S. Army – zbyt późno, żeby narazić się na frontowe niebezpieczeństwo, lecz wystarczająco wcześnie, aby skorzystać z systemu automatycznego przyznawania obywatelstwa amerykańskiego wszystkim obcokrajowcom w szeregach amerykańskich sił zbrojnych. Na początku lat 20. XX wieku wynajął w Detroit salę taneczną i założył orkiestrę, która zyskała powodzenie. W ten sposób rozpoczął działalność nie tylko bandlidera, ale także biznesmena branży muzycznej. Prowadził przedsiębiorstwo rozrywkowe Jean Goldkette’s Orchestras and Attractions, które zawiadywało ponad dwudziestoma orkiestrami występującymi pod jego nazwiskiem. Firma miała siedzibę w hotelu Book-Cadillac. Był także właścicielem szeregu sal tanecznych, m.in. Graystone Ballroom. W latach 1924–1927 jego najsłynniejszym zespołem była Victor Recording Orchestra, z którą byli związani tak znani muzycy, jak aranżer Bill Challis, kompozytor i okazjonalny wokalista Hoagy Carmichael, kornecista Bix Beiderbecke, saksofonista Frankie Trumbauer, kontrabasista Steve Brown, klarnecista „Pee Wee” Russell, skrzypek Joe Venuti, bracia Dorseyowie – klarnecista Jimmy i puzonista Tommy, „ojciec gitary jazzowej” Eddie Lang i perkusista Chauncey Morehouse. W jednej z popularnych wówczas „bitew” big-bandów pokonała orkiestrę Fletchera Hendersona. Ponadto przez dwadzieścia lat prowadził Detroit Athletic Club.
W 1927 bandlider Paul Whiteman przejął większość jego najlepszych muzyków, ponieważ nie był w stanie sprostać ich wymaganiom płacowym. Niemniej w tym czasie pomógł zorganizować formacje McKinney’s Cotton Pickers i Glen Gray’s Orange Blossoms, która później zyskała popularność jako Casa Loma Orchestra. Na początku lat 30. wielki kryzys ogarnął również przemysł rozrywkowy i Goldkette musiał ogłosił upadłość. Pracował potem w Book-Cadillac Hotel jako agent ds. rezerwacji i wynajmu oraz pianista–solista, grający muzykę poważną. 4 marca 1939 poślubił dziennikarkę prasową Lee McQuillen.
W 1961 przeprowadził się do Los Angeles. Rok później uległ zawałowi serca. Wezwaną przez siebie taksówką pojechał do szpitala w Santa Monica, w którym zmarł tego samego dnia. Miał 69 lat. Został pochowany na Angelus-Rosedale Cemetery w Los Angeles. Jego nagrobek został opatrzony napisem: „Książę Jazzu”.

## Wybrana dyskografia
- 1959 Dance Hits of the ’20s – Jean Goldkette and His Orchestra (RCA Camden)
- 2002 Victor Recordings 1924–1928 – Jean Goldkette and His Orchestra (Transatlantic Radio)
- 2003 Jean Goldkette Bands 1924–1929 (Timeless Records)

Zestawienie wg dat wydania płyt